# Sweet Baby Inc.
Sweet Baby Inc. é um estúdio canadense de consultoria e desenvolvimento de narrativas com sede em Montreal. Fundada pelos ex-desenvolvedores da Ubisoft Kim Belair e Ari MacGillivray, a empresa presta consultoria em narrativas de videogames durante o desenvolvimento para promover ambientes de trabalho mais seguros e representação diversificada em narrativas e estúdios de jogos. Sweet Baby consultou vários desenvolvedores e jogos, incluindo Sable, God of War Ragnarök e Alan Wake 2. Em 2024, o estúdio virou alvo de usuários online que afirmam que ele está promovendo uma agenda woke.

## História
Tendo trabalhado na Ubisoft por cinco anos, incluindo dois anos em um jogo eletrônico que foi cancelado,[carece de fontes?] Kim Belair sentiu que faltava à indústria de jogos eletrônicos uma forte progressão na carreira para mulheres e grupos marginalizados. Depois de deixar a Ubisoft, ela trabalhou como freelancer em um jogo afrofuturista escrito por uma equipe de roteiristas brancos e masculinos. Belair trabalhou para contratar diversos funcionários juniores. O projeto foi cancelado por razões orçamentárias, mas o trabalho de Belair a levou a considerar um estúdio de consultoria com foco na diversidade.[carece de fontes?] Ela fundou a Sweet Baby Inc. em Montreal em 2018 com o ex-desenvolvedor da Ubisoft Ari MacGillivray. Eles se juntaram a David Bédard, outro ex-desenvolvedor da Ubisoft com quem trabalharam em um projeto contratado.[carece de fontes?] Belair tornou-se o diretor executivo da Sweet Baby e Bédard o diretor de operações. No primeiro ano, todos os três trabalhavam em tempo integral ao lado de cerca de 12 a 15 funcionários contratados.[carece de fontes?]

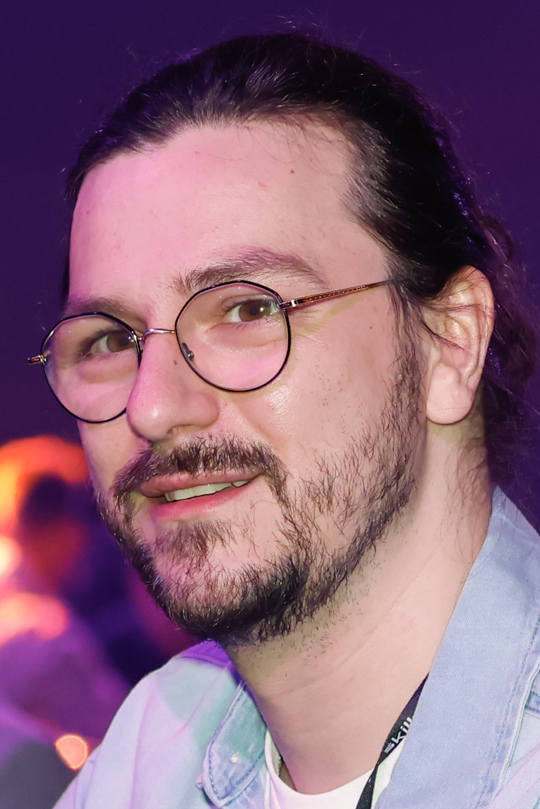
David Bédard diretor de operações da Sweet Baby Inc. em 2019

A empresa presta consultoria sobre narrativas de jogos durante o desenvolvimento. Belair queria que a empresa promovesse ambientes de trabalho mais seguros, incluindo melhor representação nas narrativas e equipes de desenvolvimento diversificadas com remuneração, treinamento e créditos corretos e consistentes. O objetivo declarado da Sweet Baby para inclusão era garantir que os jogos apresentassem representação em seu design e narrativa, em vez de simplesmente no nível superficial. Belair descobriu que os desenvolvedores muitas vezes adicionam diversidade, mas são "muito seguros" para evitar serem ofensivos; Sweet Baby os encorajaria a contar a história de maneiras diferentes. A empresa pode conectar desenvolvedores com estúdios quando surgirem vagas. Embora o estúdio possa ser consultado em qualquer ponto do desenvolvimento, Belair sentiu que tinha mais chances de melhorar os jogos entrando mais cedo para evitar a remoção do trabalho concluído.
Em 2022, o estúdio desenvolveu Lost Your Marbles para o console portátil Playdate, e formou duas equipes de cerca de doze pessoas para auxiliar no desenvolvimento de outros dois jogos Playdate ao longo de seis meses: Recommendation Dog e Reel Steel. Bédard sentiu que realizar dois projetos simultaneamente era "um pouco ambicioso demais" para o estúdio devido aos seus cronogramas de produção diferentes. Sweet Baby prestou consultoria sobre a narrativa e personagens de God of War Ragnarök. Seu trabalho no jogo se concentrou em tornar Angrboda, um personagem negro, mais compreensível para o público negro, ao mesmo tempo em que reconhecia a história do jogo na mitologia nórdica.
Sweet Baby juntou-se ao desenvolvimento de Goodbye Volcano High em 2020 e liderou a equipe narrativa após o desenvolvimento ser reiniciado em 2021. O estúdio juntou-se ao Afterlove EP como consultores após a morte do escritor e designer Mohammad Fahmi em 2022, tendo falado com Fahmi antes de sua morte. Belair ajudou a Remedy Entertainment a refinar o histórico e o arco de Saga Anderson, o protagonista de Alan Wake 2, e trabalhou com a A44 Games no desenvolvimento de Nor Vanek, o protagonista de Flintlock: The Siege of Dawn. O estúdio ajudou a escrever roteiros para Suicide Squad: Kill the Justice League, com foco em registros de áudio, diálogos de personagens não-jogadores e anúncios no jogo, tendo se juntado ao desenvolvimento após a história ter sido escrita. Sweet Baby tinha 16 funcionários em março de 2024.

### Controvérsia
Em outubro de 2023, Sweet Baby atraiu atenção negativa no Kiwi Farms, um fórum da web onde um usuário descreveu o envolvimento da empresa com Alan Wake 2 como "possivelmente um dos maiores escândalos da história dos jogos"; postagens semelhantes foram compartilhadas em sites como 4chan e a comunidade do Reddit r/KotakuInAction. Em janeiro de 2024, um usuário da Steam criou um grupo listando o trabalho de Sweet Baby, incentivando os jogadores a evitarem os jogos devido à "agenda woke" que a empresa promovia. O grupo recebeu maior atenção em fevereiro, quando um funcionário da Sweet Baby pediu que usuários do Steam denunciassem o grupo por descumprir o código de conduta da plataforma. Em poucas semanas, o grupo atingiu mais de 210.000 seguidores e um servidor Discord relacionado possuía milhares de membros.
Entre as teorias sobre o estúdio estavam que ele seria controlado pela empresa de investimentos BlackRock (direta ou indiretamente), que teria forçado a Remedy a tornar Saga Anderson negra (o que o diretor do jogo, Kyle Rowley, negou), e que teria sido responsável pelas recentes demissões na indústria e pela resposta crítica mista de Suicide Squad. Rachel Ulatowski, da revista Mary Sue, caracterizou as alegações como "teorias de conspiração conservadoras", e Stacey Henley da TheGamer sentiu que os usuários que recorrem a falsidades significavam que sua "raiva é provavelmente extraviada e infundada". Nathan Grayson, do Aftermath, observou que as teorias provavelmente continuariam a se espalhar enquanto sua narrativa atraísse espectadores e leitores. Belair respondeu que o trabalho da Sweet Baby focava em melhorar as narrativas em geral, em vez de focar apenas na diversidade e inclusão; ela observou que os jogadores pensaram que o estúdio tinha simplesmente adicionado bandeiras de orgulho a Marvel's Spider-Man 2, quando na verdade forneceu trabalho narrativo por cerca de três anos, incluindo vários níveis e arcos de personagens.
Os funcionários da Sweet Baby sofreram assédio e tentativas de doxing em resposta. Alyssa Mercante do Kotaku comparou a "tempestade de fogo" ao Gamergate, e Henley do TheGamer chamou-o de "o último apito para rejeitar ideias progressistas". O estúdio continuou a operar normalmente; Bédard sentiu que a indústria se familiarizou com controvérsias semelhantes desde o GamerGate. Seus parceiros, como a Insomniac Games, ofereceram conselhos sobre como superar a reação com base em suas próprias experiências com assédio, e vários desenvolvedores apoiaram o estúdio nas redes sociais, incluindo o desenvolvedor independente e consultor Rami Ismail. Keza MacDonald do The Guardian instou os outros parceiros do estúdio a defenderem publicamente o estúdio para evitar a proliferação de falsas acusações.

## Lista de jogos
| Ano  | Jogo                                   | Desenvolvedor             | Papel                                                             | Ref                 |
| ---- | -------------------------------------- | ------------------------- | ----------------------------------------------------------------- | ------------------- |
| 2019 | Neo Cab                                | Chance Agency             | Escrita                                                           | [ 22 ]              |
| 2020 | Dota Underlords                        | Valve                     | Roteiro                                                           | [ 23 ]              |
| 2020 | Assassin's Creed Valhalla              | Ubisoft Montreal          | Roteiro                                                           | [ 15 ]              |
| 2021 | Dungeons & Dragons: Dark Alliance      | Tuque Games               | Roteiro                                                           | [ 24 ]              |
| 2021 | Sable                                  | Shedworks                 | Escrita e personagens                                             | [ 1 ] [ 25 ]        |
| 2022 | Lost Your Marbles                      | Sweet Baby Inc.           | Desenvolvimento completo                                          | [ 8 ] [ 25 ]        |
| 2022 | Gotham Knights                         | WB Games Montréal         | Roteiro                                                           | [ 26 ]              |
| 2022 | God of War Ragnarök                    | Santa Monica Studio       | Consulta de narrativa e personagem                                | [ 2 ] [ 25 ]        |
| 2023 | Recommendation Dog                     | Sweet Baby Inc.           | Desenvolvimento completo                                          | [ 8 ]               |
| 2023 | Reel Steal                             | Sweet Baby Inc.           | Desenvolvimento completo                                          | [ 8 ]               |
| 2023 | Shadow Gambit: The Cursed Crew         | Mimimi Games              | Leitura de sensibilidade                                          | [ 10 ]              |
| 2023 | Goodbye Volcano High                   | KO_OP                     | Direção narrativa, design, redação, leitura sensível              | [ 11 ] [ 25 ]       |
| 2023 | Quantum Phantom Basketball             | Brenda Arts               | Escrita e produção                                                | [ 27 ]              |
| 2023 | The Crew Motorfest                     | Ubisoft Ivory Tower       | Revisão, redação adicional                                        | [ 15 ] [ 25 ]       |
| 2023 | Kingdom Eighties                       | Fury Studios              | Escrita adicional                                                 | [ 28 ]              |
| 2023 | Marvel's Spider-Man 2                  | Insomniac Games           | Consulta de história                                              | [ 1 ] [ 25 ]        |
| 2023 | Alan Wake 2                            | Remedy Entertainment      | Personagens, leitura de sensibilidade                             | [ 2 ] [ 25 ]        |
| 2024 | Suicide Squad: Kill the Justice League | Rocksteady Studios        | Escrita de roteiro (registros de áudio, personagens não jogáveis) | [ 1 ] [ 25 ]        |
| 2024 | Flintlock: The Siege of Dawn           | A44 Games                 | Escrita e personagens                                             | [ 14 ]              |
| 2024 | Capes                                  | Spitfire Interactive      | Consulta de personagem                                            | [ 25 ]              |
| 2024 | Tales of Kenzera: Zau                  | Surgent Studios           | Narrativa                                                         | [ 27 ]              |
| 2024 | Concord                                | Firewalk Studios          | Personagens                                                       | [carece de fontes?] |
| 2024 | Battle Shapers                         | Metric Empire             | Direção narrativa, design, escrita, mundo                         | [ 25 ]              |
| 2025 | Usual June                             | Finji                     | Narrativa e personagens                                           | [ 29 ] [ 25 ]       |
| 2025 | Afterlove EP                           | Pikselnesia               | Design narrativo e redação                                        | [ 12 ] [ 30 ]       |
| 2025 | South of Midnight                      | Compulsion Games          | Desenvolvimento de histórias, consulta cultural e de personagens  | [ 31 ] [ 25 ]       |
| TBA  | Breeze in the Clouds                   | Stormy Nights Interactive | Design narrativo e consultoria                                    | [ 25 ]              |
| TBA  | Contraband                             | Avalanche Studios         | Leitura sensível, escrita de roteiro                              | [ 32 ]              |
| TBA  | Hyper Light Breaker                    | Heart Machine             | Estrutura da história e desenvolvimento do personagem             | [ 33 ] [ 32 ]       |
| TBA  | Marvel's Wolverine                     | Insomniac Games           | Consulta de história                                              | [ 1 ]               |